# Hermann Bonnín i Llinàs
Hermann Bonnín i Llinàs (Barcelona, 13 de novembre de 1935 - 25 de setembre de 2020) va ser un director de teatre, actor i professor d'art dramàtic català. Era fill d'Isaac Bonnín i Camarasa i de Francesca Llinàs i Simó. Va estar casat amb l'actriu Sílvia Tortosa i posteriorment amb l'estudiosa teatral i traductora Sabine Dufrenoy i era pare de l'actriu Nausicaa Bonnín.
Del 1967 al 1977 fou director de l'Escuela Superior de Arte Dramático del Teatro Real de Madrid. Antic alumne de l'Institut del Teatre, del 1971 al 1981 en fou director i contribuí a la seva revitalització i configuració actual. També fou director del Centre Dramàtic de la Generalitat de Catalunya de 1982 a 1988. El 1998 va fundar, en unió del màgic Hausson, el Brossa Espai Escènic de Barcelona, que ambdós tothora dirigeixen i que el 2010 es reconvertí en La Seca-Espai Brossa. De 1985 a 1997 fou membre del Consejo Nacional de Teatro del Ministeri de Cultura d'Espanya. Va presidir l'Associació d'Actors i Directors Professionals de Catalunya del 1997 al 2005. Va fer d'actor de cinema i de teatre i també va participar en la sèrie Laberint d'ombres (1998) de TV3. El 2003 va rebre el Premi Ciutat de Barcelona en la categoria d'Arts Escèniques.
Era numerari de la Reial Acadèmia Catalana de Belles Arts de Sant Jordi i patró de la Fundació Joan Brossa.
El seu fons, guardat a l’Institut del Teatre, conté tota una sèrie de materials que mostren tota la seva activitat personal i professional, fins al que seria director de l’Institut del Teatre fins a ell com a director o intèrpret. Es pot consultar la seva activitat personal i professional al MAE.

## Trajectòria professional

### Filmografia (com a actor)
- La senyora (1987) de Jordi Cadena
- Es quan dormo que hi veig clar (1988) de Jordi Cadena
- Els papers d'Aspern[5] (1991), de Jordi Cadena
- La febre d'or (1993) de Gonzalo Herralde
- La ciutat dels prodigis (1999) de Mario Camus
- Un negre amb un saxo (1988) de Francesc Bellmunt
- Entreacte (1989) de Manel Cussò
- Rateta, rateta (1990) de Francesc Bellmunt
- La fiebre del oro (1991) de Gonzalo Herralde
- Les enfants du diable (1992) de Claude Gagnaire
- Monturiol (1992) de Francesc Bellmunt
- La ciudad de los prodigios (1999) de Mario Camus
- Volverás (2003) de Antonio Chavarrías
- L'assaig (2014) de Lluís Baulida
- Antonio el demiurgo (2016) de Manuel Polls
- L'amant del silenci (2016) de Jordi Cadena

### Filmografia (com a director)
- Andrea (1995), amb Sergi Casamitjana
- El parc (1992), amb Carlos Atanes
- Els peixos argentats a la peixera (1991), amb Carlos Atanes

### Teatre (com a actor)
- El Banquet (1990)', de Plató. Direcció Iago Pericot
- Magnus (1994), de Jordi Teixidor. Direcció Oriol Broggi
- Abans de la jubilació (1996), de Thomas Berhnard. Direcció de Rafael Duran
- La tempesta (1997), de William Shakespeare
- Electra, d'Eugene O'Neil. Direcció de Josep Montanyès
- Els gegants de la muntanya, de Luigi Pirandello. Direcció de Georges Lavaudant

### Teatre (com a director)
- La gavina (1979), d'Anton Txékhov
- L'ombra d'un copalta damunt l'asfalt (1980)
- El guant negre (1982), d'August Strindberg
- La pregunta perduda o el corral del lleó (1985), de Joan Brossa
- Savannah Bay (1986), de Marguerite Duras
- Així és, si us ho sembla (1988), de Luigi Pirandello
- La gran il·lusió (1988), d'Eduardo de Filippo
- Qui té por de Virginia Woolf? (1990), d'Edward Albee
- El sarau (1992), de Joan Brossa
- Joan Miró, amic de les arts (1993)
- Cartes a nenes (1993), de Lewis Carroll
- La Celestina (1995), de Fernando de Rojas
- Carrer Sebastià Gasch (1997), de Sebastià Gasch i Joan Brossa
- La metamorfosi (1994), de Franz Kafka, versió de Toni Cabré
- La mà del mico (1999), al Teatre Nacional de Catalunya, de Salvador Vilaregut
- El combat de les sorpreses o el misteri de l'estoig xinès (2000)
- La confessió (2000), de Josep Palau i Fabre
- El far del maleït (2001)
- Mort de ritual per a Electra (2003) de Josep Palau i Fabre
- El fabricant de monstres (2003)
- La intrusa (2005) de Maurice Maeterlinck
- Praeludium de màgia (2005) de Hausson
- Nausica (2006) de Joan Maragall
- Style Galant (2006) de Hausson
- Don Joan (2008) de Josep Palau i Fabre
- Piso de charol (2009) de Hausson
- Retorn a Andratx (2010) de Baltasar Porcel
- El comte Arnau (2011) de Joan Maragall
- La meva Ismènia (2013) d'Eugène Labiche
- Carnaval de màgia en dues parts (2014) de Hausson
- La Dama de les Camèlies (2014) d'Alexandre Dumas (fill)

## Llibres
- Adrià Gual i l'Escola Catalana d'Art Dramàtic (1913-1923) (1974)

## Premis i reconeixements[3]
- Premi ADB a la millor trajectòria artística (1981)
- Premi Nacional de Cinematografia i Vídeo pel curtmetratge Refugiats i fugitius (1994)
- Premi Ciutat de Barcelona en l'apartat de teatre (2003)
- Premi Nacional de Cultura (2013).
- Acadèmic d'honor de l'Acadèmia del Cinema Català (2019)

## Fons
El seu fons es conserva al Centre de Documentació i Museu de les Arts Escèniques i consta part de les seves obres, a banda de documents personals i administratius. A més a més també hi trobarem fotografies i correspondència.